# Lioli FC
Lioli Football Club w skrócie Lioli FC – sotyjski klub piłkarski grający w pierwszej lidze sotyjskiej, mający siedzibę w mieście Teyateyaneng.

## Sukcesy
- I liga[1]:
  - mistrzostwo (7):  1985, 2009, 2013, 2015, 2016, 2024, 2025.

- Puchar Lesotho[2]:
  - zwycięstwo (5): 1984, 2007, 2010, 2014, 2016.

## Występy w afrykańskich pucharach
| Sezon | Rozgrywki                 | Runda   | Kraj     | Klub                  | Dom | Wyjazd | Dwumecz |
| ----- | ------------------------- | ------- | -------- | --------------------- | --- | ------ | ------- |
| 1985  | Puchar Zdobywców Pucharów | 1       | Zimbabwe | Gweru United FC       | 1–1 | 1–2    | 2–3     |
| 1986  | Puchar Mistrzów           | wstępna | Tanzania | Maji Maji FC          | 2–3 | 0–4    | 2–7     |
| 2014  | Liga Mistrzów             | wstępna | Angola   | CD Primeiro de Agosto | 2–1 | 0–2    | 2–3     |
| 2016  | Liga Mistrzów             | wstępna | Burundi  | Vital’O FC            | 2–1 | 0–1    | 2–2     |
| 2017  | Liga Mistrzów             | wstępna | Zimbabwe | CAPS United           | 0–0 | 1–2    | 1–2     |

## Stadion
Domowe mecze klub rozgrywa na stadionie o nazwie Lioli Football Stadium w Teyateyaneng, który może pomieścić 1000 widzów.